# Каждому своё (фильм, 1967)
«Каждому своё» (итал. A ciascuno il suo) — кинофильм режиссёра Элио Петри, вышедший на экраны в 1967 году. Лента поставлена по одноимённому роману Леонардо Шаши, сценарий написали Элио Петри и Уго Пирро. Фильм ознаменовал собой начало успешного творческого сотрудничества режиссёра Петри, сценариста Пирро и актёра Джана Марии Волонте, которое продолжилось такими картинами, как «Следствие по делу гражданина вне всяких подозрений» (1970) и «Рабочий класс идёт в рай» (1971).
В 1967 году фильм принял участие в конкурсной программе Каннского кинофестиваля, где Элио Петри был удостоен награды за лучший сценарий. В следующем году лента была удостоена четырёх наград «Серебряная лента» в следующих номинациях: Лучший актёр (Джан Мария Волонте), Лучший режиссёр (Элио Петри), Лучший сценарий (Элио Петри, Уго Пирро) и Лучший актёр второго плана (Габриэле Ферцетти).

## Сюжет
В небольшом сицилийском городке Чефалу недалеко от Палермо фармацевт Артуро Манно (Луиджи Пистилли) начинает получать анонимные письма с угрозами, о которых рассказывает своим ближайшим друзьям, среди них профессор Паоло Лаурана (Джан Мария Волонте), адвокат Розелло (Габриэле Ферцетти) и врач Антонио Рошо (Франко Транчино).
Однажды Манно и Рошо едут на охоту, где их убивают двое неизвестных. Жители городка полагают, что убийство связано с анонимными письмами, которые получал Манно, а также с одним из многочисленных романов на стороне, которые он имел как с замужними женщинами, так и с совсем юными девушками. Рошо же был убит просто как случайный свидетель. Вскоре по подозрению в убийстве полиция задерживает отца и двух братьев 16-летней горничной Манно, которую он соблазнил.
Однако профессор Лаурана, который родился и вырос в этом городке, но работает в Палермо, сомневается в их виновности. Он предполагает, что подозреваемые скорее всего неграмотны и вряд ли могли составлять анонимные письма с помощью вырезанных из газеты слов, тем более, использовать для этого издаваемую Ватиканом газету «Оссерваторе Романо», которую в городке получают только два человека — настоятель местной церкви и протоиерей.
Своими соображениями Лаурана делится с вдовой доктора Рошо Луизой (Ирен Папас) и её кузеном, адвокатом Роселло, предполагая, что истинной мишенью был именно доктор Рошо, а анонимные письма и убийство Манно были совершены для прикрытия. Луиза, к которой Лаурана начинает испытывать сексуальный интерес, соглашается помочь ему в расследовании, а Роселло соглашается защищать в суде подозреваемых в убийстве отца и братьев молодой девушки.
Один из получателей газеты «Оссерваторе романо», настоятель местной церкви Сант’Амо оказывается неверующим, довольно циничным, хотя и добродушным человеком (Марио Шаша), основным занятием которого является розыск исторических и культурных ценностей и продажа их богатым коллекционерам. Он показывает Лауране интересующие того номера газеты, говоря, что из его газет ничего не вырезано. Он говорит, что под спокойным внешним обликом городской жизни скрыты свои интриги, о которых лучше осведомлён протоиерей, дядя Луизы и Роселло, который воспитал их как своих детей.
В Палермо Лаурана узнаёт от своего старого друга, депутата-коммуниста (Леопольдо Триесте), что незадолго до убийства доктор Рошо ездил в Рим, где хотел поведать о фактах незаконной деятельности в его городе, однако он не успел назвать никаких имён. Лаурана посещает отца Рошо, ослепшего окулиста, который передаёт ему дневник своего сына, в котором содержится ряд серьёзных обвинений в адрес адвоката Роселло, хотя прямо и не называется его имя. Перед зданием суда Лаурана видит Роселло в компании некого подозрительного человека, он следит за ним, и выясняет, что это некто Рагана (Джованни Паллавичино), человек, имеющий репутацию бандита.
Настоятель церкви говорит Лауране, что истинным неофициальным главой их города является Роселло, который держит в своих руках контакты с крупнейшими политическими силами и контролирует все основные экономические проекты. После этого Лаурана приходит к окончательному выводу, что заказчиком убийства Рошо является Роселло, и что он взялся за защиту подозреваемых только для того, чтобы отвлечь внимание от истинных преступников. Лаурана делится своими соображениями с Луизой и просит её быть осторожнее с Роселло. Луиза просит передать ей дневник мужа, но Лаурана говорит, что это небезопасно и оставляет его себе.
Роселло узнаёт о деталях расследования, которое ведёт Лаурана, и выманивает его в тёмное место, где, вероятно, собирается расправиться с ним. Однако Лаурана сообщает, что он спрятал в тайном месте дневник с разоблачениями, после чего тот его отпускает, но требует, чтобы он немедленно прекратил своё расследование. Лаурана уезжает в Палермо, снимает номер в дешёвой гостинице и пытается изложить на бумаге всё, что ему удалось расследовать. Затем он едет на вокзал и прячет дневник в камере хранения, не подозревая, что за ним ведётся постоянная слежка.
Днём Лаурана встречается с Луизой, которая везёт его на пустынное морское побережье. На прямой вопрос Лаураны о её отношениях с Розелло, она рассказывает, что когда-то, ещё до брака с Рошо у неё был роман с Розелло, и они даже собирались пожениться. Но поскольку они были кузенами, требовалось согласие на брак её дяди-протоиерея. Он согласия не дал, и против своего желания она вышла замуж за Рошо, которого уважала, но никогда не любила.
Луиза завозит его в уединённое место, опускается на прибрежные камни и делает вид, что ей стало плохо. Не в силах сдержать себя, Лаурана набрасывается на неё и пытается взять силой, но она решительно отталкивает его, садится в автомобиль и уезжает. Неожиданно появляется группа преступников во главе с бандитом Раганой, они отнимают у него ключ от камеры хранения, избивают его и бросают в пустующий барак у подножия скалы. Затем они взрывают барак, а обрушившийся холм полностью засыпает барак камнями и песком.
Фильм заканчивается пышной свадьбой Розелло и Луизы, на которой присутствуют все уважаемые жители города. Среди них есть и те, которые знают или догадываются, что произошло с Лаураной, говоря между собой, что всё в этом городе намного сложнее, чем представлял себе наивный профессор.

## В ролях
- Джан Мария Волонте — профессор Паоло Лаурана
- Ирен Папас — Луиза Роско
- Габриэле Ферцетти — адвокат Роселло
- Марио Скачча — священник
- Луиджи Пистилли — Артуро Манно
- Леопольдо Триесте — депутат-коммунист
- Джованни Паллавичино — Рагана
- Франко Транчино — доктор Антонио Роско

## Оценка критики
Кинокритик Фернандо Ф. Кроче написал: «Съёмки Элио Петри с петляющего вертолёта показывают прибрежную сицилийскую деревню, затем его камера, паря и покачиваясь, представляет главных героев в уличном кафе, а затем зумом выхватывает содержание анонимного конверта — „Это письмо — твой смертный приговор“… Профессор и бывший коммунист (Джан Мария Волонте) начинает расследование, разоблачая плотную паутину, связывающую правительство, преступность, церковь и семью… Жизнь народа под властью гангстерской политики превращается и в джунгли, и в пустыню, резкие контрасты и пронзительные визуальные образы заявляют тему: горшечная растительность постоянно лезет в кадр в офисах и комнатах, здания выглядят как древние скалы, на фоне которых в чёрном трауре предстаёт Ирен Папас. Дневник с вырванными страницами, мигающая фарами запаркованная машина, слепой патриарх в особняке с сотней колокольчиков — это целая сеть ужаса, в которой даже Леопольдо Триесте, любимый вежливый простак Феллини, оказывается зловещим, сухим и скользким… Великолепные финальные кадры завершают работу Петри, когда весь город пытается скрыть коррупцию под белым цветом празднования, постепенно превращающимся с помощью задней подсветки в мутные, расплывшиеся силуэты».
По словам кинокритика Паоло Мерегетти, это «возможно, лучший фильм одного из самых блестящих режиссёров социального кино своего времени».